# Téméraire (1782)
Pour les articles homonymes, voir Téméraire.
Pour les autres navires du même nom, voir Téméraire.
Le Téméraire est un vaisseau de ligne de 74 canons de la Marine royale puis républicaine française. Il a qui a donné son nom à la classe Téméraire.

## Historique
En 1782, l'ingénieur naval Jacques-Noël Sané présente les plans d'un nouveau vaisseau de 74 canons baptisé Téméraire. La construction du Téméraire est rapide et à son lancement, en 1783 à Brest, le Téméraire devient le premier vaisseaux d'une nouvelle classe qui portera son nom.
Son premier commandant est Antoine-Stanislas de Curières de Castelnau (en).

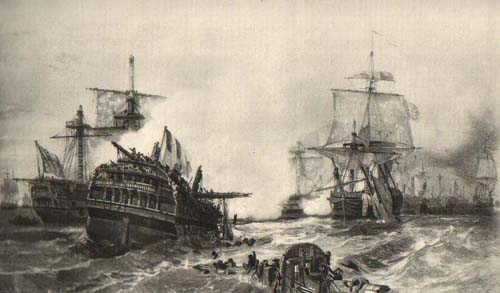
Lithographie d’après Auguste Mayer (1805-1890), Combat du 13 Prairial An II (1 juin 1794).

Avec la flotte de Brest, commandée par le vice-amiral Villaret-Joyeuse, il prend part aux combats de prairial An II du 30 mai au premier juin 1794, où il échange un feu nourri avec l'HMS Russell (en). Son commandant est le capitaine Morel.
Le Téméraire participe aussi à la catastrophique campagne du Grand Hiver (24 décembre 1794 - 3 février 1795). Sa coque est fortement endommagée par la tempête dans la nuit du 30 au 31 décembre. Il réussit à rallier Saint-Malo.
Faute de matériaux de réparation, les travaux de remise en état traînent, et progressivement son délabrement devient tel qu'il ne sera jamais réparé. Décommissionné en 1801, il sera finalement condamné en 1802 puis démantelé en 1803.

## Sources et bibliographie
- Jean-Michel Roche (dir.), Dictionnaire des bâtiments de la flotte de guerre française de Colbert à nos jours, t. 1, de 1671 à 1870, éditions LTP, 2005, 530 p. (ISBN 978-2-9525917-0-6)
- Michel Vergé-Franceschi (dir.), Dictionnaire d'Histoire maritime, éditions Robert Laffont, coll. « Bouquins », 2002
- Jean Meyer et Martine Acerra, Histoire de la marine française : des origines à nos jours, Rennes, Ouest-France, 1994, 427 p. [détail de l’édition] (ISBN 2-7373-1129-2, BNF 35734655)
- Martine Acerra et André Zysberg, L'essor des marines de guerre européennes : vers 1680-1790, Paris, SEDES, coll. « Regards sur l'histoire » (no 119), 1997, 298 p. [détail de l’édition] (ISBN 2-7181-9515-0, BNF 36697883)
- Guy Le Moing, Les 600 plus grandes batailles navales de l'Histoire, Rennes, Marines Éditions, mai 2011, 620 p. (ISBN 978-2-35743-077-8)
- Georges Lacour-Gayet, La marine militaire de France sous le règne de Louis XVI, Paris, éditions Honoré Champion, 1905 (lire en ligne)